# 尾高龜藏
尾高龜藏（1884年9月28日—1953年8月1日），日本陸軍軍人。最終階級為陸軍中將。

## 生平
佐賀縣出身。本家務農，大谷平治所生的二男，再成為尾高家的養子。唐津中學校畢業，1904年10月陸軍士官學校（16期）畢業。同期的同學有岡村寧次、土肥原賢二、板垣征四郎、安藤利吉等陸軍大將。同年11月被任命為陸軍少尉，任職於步兵第13連隊。日俄戰爭出征後，歷任陸士學生隊軍官、歩兵第13連隊中隊長等職。1916年11月、日本陸軍大學校（28期）畢業。
歷任陸軍步兵學校教官、關東兵站參謀、教育總監部職務、教育總監部課員等職。1923年8月就任第14師團參謀。再經歷第1戰車隊長、陸士本科學生隊長、出使英國、歩兵第61連隊長等職，1932年8月進級陸軍少將任職陸軍兵器本廠。再就任於東京警備參謀長、第2獨立守備隊司令官等職務，1936年4月昇進陸軍中將。
任職於第19師團長之際，發生張鼓峰事件與蘇聯軍隊交戰。再任新設第12軍司令官，主要在中國北部從事任務。接著任職第3軍司令官，擔任滿洲東部警備任務。再經歷軍事參議官，1941年6月編入預備役。1942年6月到終戰，任職滿洲國建國大學副總長。1946年9月歸國。

## 家庭
- 女婿 太田庄次（陸軍中佐）・山内一正（陸軍少佐）。